# Maurice Tallent
Maurice Tallent, né le 16 septembre 1916 à Menetou-Salon (Cher), est un pilote de l'armée de l'air française et as de l'aviation durant la Seconde Guerre mondiale.

## Biographie
Maurice Tallent s’engage le 24 octobre 1937 dans l’armée de l’air. Breveté pilote à l’école des sous-officiers pilotes d’Istres en juillet 1938, il est affecté en 1939 à la 5e escadre de chasse sur la base aérienne 112 de Reims et rejoint la SPA 75, 2e escadrille du Groupe de chasse I/5 avec laquelle il effectue toute la guerre. Il combat notamment pendant la campagne de France sur Curtiss H-75 sous les ordres du lieutenant Michel Dorance son commandant d'escadrille.
Replié en Afrique française du Nord, il réussit le concours d’entrée à l’École militaire de l’air pour devenir officier. Sous-lieutenant en 1943, il est affecté au Groupe de chasse I/7 « Provence », aux côtés de Michel Dorance, et combat jusqu’à la fin de la guerre.
À la Libération, et jusqu’en 1948, il commande la deuxième puis la première escadrille du Groupe aérien d’entraînement et de liaison (GAEL) du Bourget. Après différents postes, il commande en second le Groupe de transport et de liaison aérienne II/60, dont il prend la tête de 1953 à 1956.
Promu colonel en 1965 et affecté à la Direction du personnel militaire de l’armée de l’air, Maurice Tallent part à la retraite en mai 1972.
Décédé le 16 juin 2002, il totalisait plus de 4 100 heures de vol et un palmarès de onze victoires homologuées et une probable remportées dans les rangs de la SPA 75 contre cinq Do 17 ou Do 215, deux Me 110, un He 111, deux Hs 126 deux Me 109. Maurice Tallent était titulaire de la croix de guerre avec une palme et deux étoiles.